# Pauluskirche (Feldkirch)

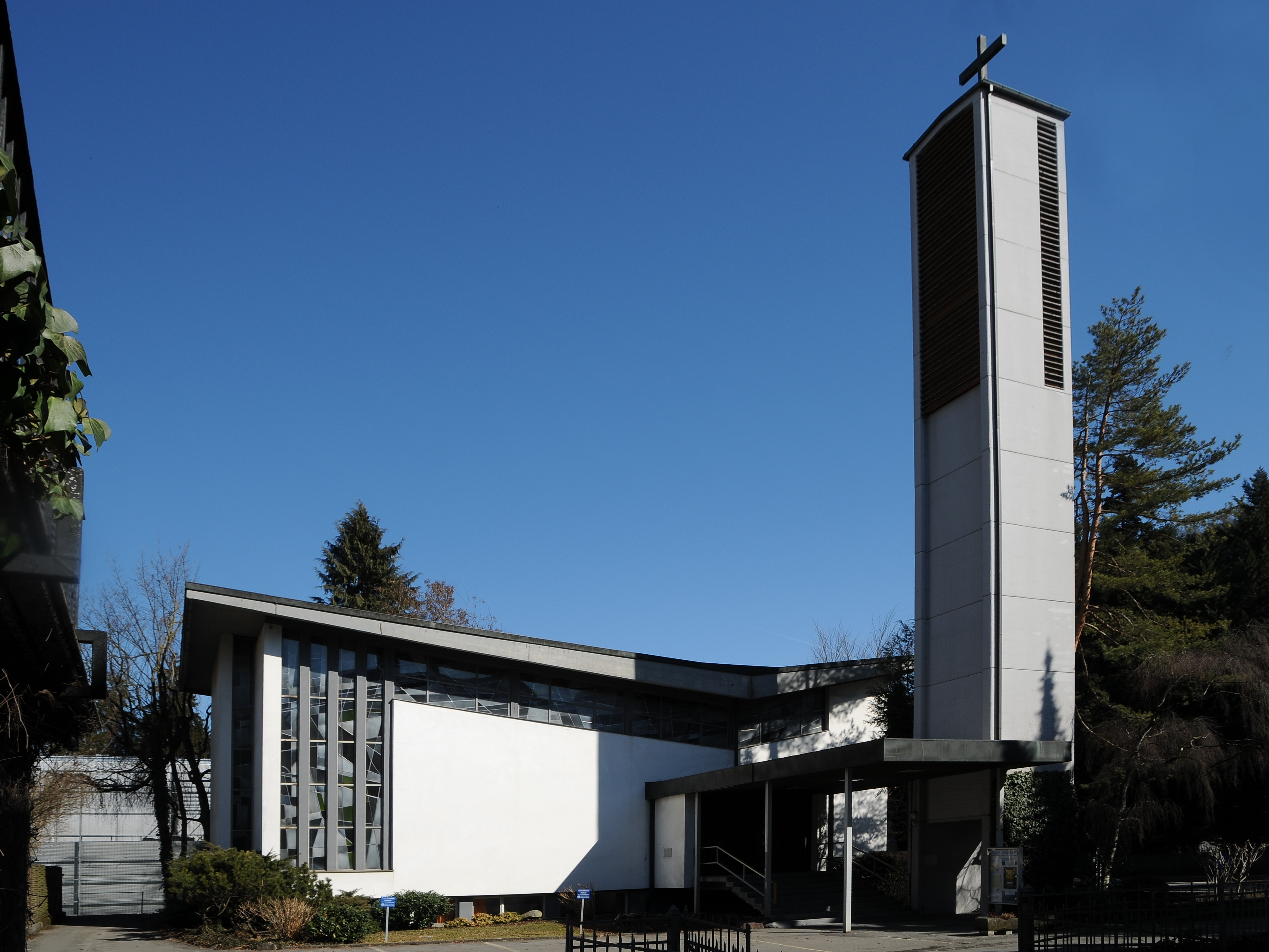
Pauluskirche Feldkirch (März 2012)

Die Pauluskirche ist eine evangelisch-reformierte Pfarrkirche in der Stadt Feldkirch.

## Lage und Architektur
Die Kirche befindet sich im Stadtteil Levis an der Bergmanngasse 2.
Das Gebäude ist ein Saalbau mit vorne und über der Orgel ansteigenden Flachdecke. Der Altarraum ist erhöht und mit eingezogenen Schrankenwänden abgegrenzt. Der Kirchturm steht frei.
Beim Eingang sind Betonglasfenster nach einem Entwurf des Glasmalers Horst Beck aus Hödingen und der Ausführung des Glasmalers Nikolaus Dierig aus Überlingen.

## Geschichte
Im Jahr 1864 wurde in der Wichnergasse gegen Widerstände der römisch-katholischen Bevölkerung ein evangelischer Friedhof mit einer Kirche angelegt. 1876 wurde Feldkirch (mit Bludenz) zu einer Filialgemeinde der Pfarrgemeinde Bregenz in der Kreuzkirche am Ölrain. Feldkirch wurde am 5. Mai 1908 zur selbstständigen Pfarrgemeinde innerhalb der Evangelischen Kirche H. B. erhoben. Von 1909 bis 1910 wurde am Hang des Ardetzenbergs ein Pfarr- und Gemeindehaus erbaut.
Die Grundsteinlegung zur Pauluskirche erfolgte am 16. September 1962. Die Kirche wurde 1965 eingeweiht. In diesem Jahr wurde die Tochtergemeinde Bludenz in der Kirche zum Guten Hirten selbstständig.